# Deroplatys trigonodera
Deroplatys trigonodera är en bönsyrseart som beskrevs av John Obadiah Westwood 1889. Deroplatys trigonodera ingår i släktet Deroplatys och familjen Mantidae. Inga underarter finns listade i Catalogue of Life.